# سلطنة جونبور
سلطنة جونبور كانت دولة إسلامية مستقلة في شمال الهند بين عامي 1394 و 1479، وكان حكامها يحكمون جونبور في ولاية أتر برديش الحالية. حكمت سلالة الشرقيون سلطنة جونبور . كان خواجة جهان مالك سروار، أول حاكم لهذه السلالة، وسبق أن عمل وزيرًا بالدولة التغلقية في عهد السلطان محمد شاه بن فيروز شاه ( 1390-1394 ). في عام 1394 وسط تفكك سلطنة دلهي ، نصب خواجة جهان نفسه كحاكم مستقل لجونبور وبسط سلطته جزء كبير من نهر الغانج.

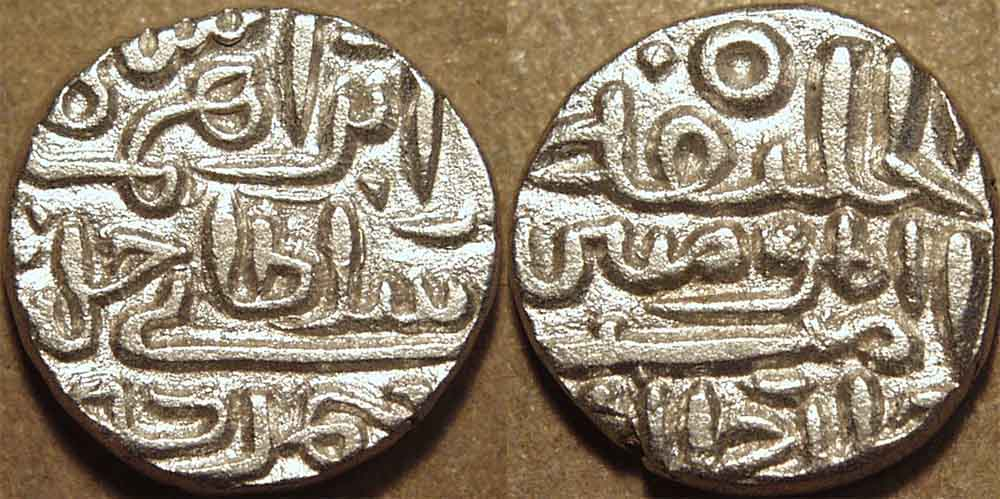
عملة فضية تحمل اسم السلطان إبراهيم شاه

## قائمة حكام السلطنة
| الاستقلال عن الدولة التغلقية وسلطنة دلهي |             |
| خواجة جهان ملك الشرق الاتابك الأعظم      | 1394 - 1399 |
| مبارك شاه                                | 1399 - 1402 |
| شمس الدین ابراهیم شاہ                    | 1402 - 1440 |
| ناصر الدین محمود شاہ                     | 1440 - 1457 |
| محمد شاہ                                 | 1457 - 1458 |
| حسین شاہ                                 | 1458 - 1479 |
| العودة لحكم سلطنة دلهي بزعامة اللودهيون  |             |